# Ребрик, Денис Владимирович
Дени́с Влади́мирович Ре́брик (укр. Денис Володимирович Ребрик; род. 4 апреля 1985, Хуст, Закарпатская область) — украинский футболист, нападающий.

## Биография
Воспитанник ужгородского футбола. В детско-юношеской футбольной лиге Украины выступал за ДЮСШ-1. Во время игры в ДЮФЛ ему предлагали контракт в донецком «Шахтёре», но он отказался.
После играл за венгерский «Дебрецен». С 2004 года по 2006 год выступал за дубль «Закарпатья», провёл 32 матча и забил 5 мячей. После выступал за венгерские клубы «Вашаш» и «Ясберень». Летом 2009 года перешёл в клуб «Ломбард».